# Liedern
Liedern ist ein Ortsteil der Stadt Bocholt im Kreis Borken in Nordrhein-Westfalen. Bis 1974 war Liedern eine eigenständige Gemeinde.

## Geographie
Liedern liegt am westlichen Rand des Bocholter Stadtgebiets und war ursprünglich eine rein landwirtschaftlich geprägte Streusiedlung. Im Verlauf des 20. Jahrhunderts hat sich an der Landstraße nach Werth in Höhe Anholter Postweg ein Siedlungskern gebildet. Die ehemalige Gemeinde Liedern besaß eine Fläche von 10,6 km².

## Geschichte
Liedern war ursprünglich eine westfälische Bauerschaft und weist mit dem 1265 als Besitz des St.-Viktor-Stiftes in Xanten genannten Hofs Brömmling eines der ältesten Güter der Stadt auf. Zwischen 1730 und 1860 bestand in Liedern die St.-Michaelis-Eisenhütte, in der das vor Ort abgebauten Raseneisenerz verhüttet wurde. Eine Schule ist in Liedern bereits vor 1788 nachweisbar.
Seit dem 19. Jahrhundert bildete Liedern eine Landgemeinde im Kreis Borken und war Sitz des Amtes Liedern (seit 1937 Amt Liedern-Werth). Am 1. Januar 1975 wurde Liedern durch das Münster/Hamm-Gesetz in die Stadt Bocholt eingegliedert.

## Einwohnerentwicklung
| Jahr | Einwohner | Quelle |
| ---- | --------- | ------ |
| 1818 | 614       | [ 3 ]  |
| 1858 | 713       | [ 5 ]  |
| 1871 | 667       | [ 6 ]  |
| 1885 | 674       | [ 7 ]  |
| 1910 | 672       | [ 8 ]  |
| 1925 | 732       | [ 9 ]  |
| 1939 | 790       | [ 9 ]  |
| 1950 | 929       | [ 2 ]  |
| 1974 | 958       | [ 2 ]  |
| 2017 | 925       | [ 1 ]  |

## Kultur
Ein Träger des lokalen Brauchtums ist der Schützenverein St.Michael Liedern.

## Sport
Die DJK TuS 1909 Liedern ist der örtliche Sportverein.